# Isaac Becerra
Isaac Becerra Alguacil (Badalona, 18 giugno 1988) è un ex calciatore spagnolo, di ruolo portiere.

## Carriera

### Club

#### Primi anni
Nato a Badalona, in Catalogna,  Becerra ricevette le attenzioni dei due maggiori club della regione, il Barcellona e l'Espanyol. Aggregatosi alla seconda squadra dei Blanquiazules fa il suo debutto in Segunda División B scendendo in campo in due occasioni nel corso della stagione 2006-2007.
Dopo un prestito al Panionios, club militante nel campionato greco, Becerra si trasferisce al Real Madrid Castilla, nel 2010. Pur collezionando poche presenze, nella stagione 2011-2012 conquista insieme ai suoi compagni la promozione diretta in Segunda División.

#### Girona
Il 29 giugno 2012, Becerra ritorna in Catalogna, firmando un contratto di due anni con il Girona. Conclusa la stagione regolare con sole tre presenze all'attivo, scende in campo in tutte e quattro le partite dei play-off, servendo un assist a Javier Acuña nella vittoria per 3-1 contro l'Alcorcón, nel match di ritorno delle semifinali.
Il 20 febbraio 2014 prolunga il suo contratto di altri due anni. Nella stagione 2014-2015 gioca tutte le partite, contribuendo al terzo posto finale della sua squadra, e a fine anno viene inserito nella Squadra dell'anno durante gli LFP Awards, insieme al suo compagno di squadra Álex Granell; l'11 giugno dopo la vittoria per 3 a 0 contro il Real Zaragoza nel match d'andata dei play-off, viene lodato dall'allenatore Pablo Machín per la sua ottima prestazione.
Nell'aprile del 2016 viene nominato giocatore del mese in Segunda División, dopo aver subito un solo gol in cinque partite e diventa titolare fisso, collezionando altri 15 "clean sheets". Al termine della stagione viene nominato nuovamente Portiere dell'anno.

#### Valladolid
Il 23 giugno 2016 Becerra firma un contratto triennale con il Real Valladolid. Debutta il 21 agosto, mantenendo la porta inviolata nella vittoria per 1-0 contro il Real Oviedo.

## Palmarès

### Club

#### Competizioni nazionali
- Segunda División B: 1

Real Madrid Castilla: 2011-2012

### Nazionale
- Campionato europeo di calcio Under-19: 1

2007

### Individuale
- Trofeo Ricardo Zamora (Segunda División)

2015-16
- Squadra dell'anno della Segunda División

2014-15
- Calciatore del mese della Segunda División:

Aprile 2016